# FIA GT 2006
FIA GT 2006 kördes över 10 omgångar.

## GT1

### Delsegrare
| Bana         | Vinnare                                            | Märke        |
| ------------ | -------------------------------------------------- | ------------ |
| Silverstone  | Michael Bartels Andrea Bertolini                   | Maserati     |
| Brno         | Sascha Bert Jaroslav Janiš                         | Saleen       |
| Oschersleben | Michael Bartels Andrea Bertolini                   | Maserati     |
| Spa          | Michael Bartels Andrea Bertolini Eric van de Poele | Maserati     |
| Paul Ricard  | Mike Hezemans Anthony Kumpen Bert Longin           | Chevrolet    |
| Dijon        | Jamie Davies Thomas Biagi                          | Maserati     |
| Mugello      | Karl Wendlinger Phillip Peter                      | Aston Martin |
| Hungaroring  | Sascha Bert Jaroslav Janiš Andrea Montermini       | Saleen       |
| Adria        | Jamie Davies Thomas Biagi                          | Maserati     |
| Dubai        | Jean-Denis Deletraz Andrea Piccini                 | Aston Martin |

### Slutställning
| Plats | Förare                             | Märke               | Poäng |
| ----- | ---------------------------------- | ------------------- | ----- |
| 1     | Michael Bartels Andrea Bertolini   | Maserati            | 71    |
| 2     | Jean-Denis Deletraz Andrea Piccini | Aston Martin        | 62    |
| 3     | Jaroslav Janiš                     | Saleen Aston Martin | 58    |
| 4     | Sascha Bert                        | Saleen              | 56    |
| 5     | Jamie Davies Thomas Biagi          | Maserati            | 54    |
| 6     | Fabio Babini                       | Aston Martin        | 51    |

## GT2

### Delsegrare
| Bana         | Vinnare                           | Märke   |
| ------------ | --------------------------------- | ------- |
| Silverstone  | Jaime Melo Matteo Bobbi           | Ferrari |
| Brno         | Tim Sudgen Idadj Alexander        | Ferrari |
| Oschersleben | Nathan Kinch Andrew Kirkaldy      | Ferrari |
| Spa          | Timo Scheider Mika Salo Rui Águas | Ferrari |
| Paul Ricard  | Nathan Kinch Andrew Kirkaldy      | Ferrari |
| Dijon        | Jaime Melo Matteo Bobbi           | Ferrari |
| Mugello      | Emmanuel Collard Luca Riccitelli  | Porsche |
| Hungaroring  | Nathan Kinch Andrew Kirkaldy      | Ferrari |
| Adria        | Tim Mullen Marino Franchitti      | Ferrari |
| Dubai        | Tim Mullen Chris Niarchos         | Ferrari |

### Slutställning
| Plats | Förare                       | Märke   | Poäng |
| ----- | ---------------------------- | ------- | ----- |
| 1     | Jaime Melo                   | Ferrari | 79    |
| 2     | Matteo Bobbi                 | Ferrari | 71    |
| 3     | Mika Salo Rui Águas          | Ferrari | 61    |
| 4     | Tim Mullen                   | Ferrari | 60.5  |
| 5     | Nathan Kinch Andrew Kirkaldy | Ferrari | 43    |
| 6     | Tim Sudgen Idadj Alexander   | Ferrari | 42    |